# TAMA300
TAMA300是一個重力波偵測器（一種干涉儀），位於日本國立天文台（NAOJ）的三鷹校區。它其中一個目標是發展未來公里尺度大小的干涉儀所需要的技術，以偵測附近星系產生的重力波。
TAMA300是東京大學宇宙射線研究所（ICRR）重力波研究小組的一個計畫。ICRR成立於1976年，致力於宇宙射線研究，目前正在開發神岡重力波探測器 (KAGRA)。
TAMA300前，日本國立天文台三鷹校區曾於1991年至1994年間推出了20公尺原型TAMA20。後來，原型機被轉移到神岡礦井地下，並更名為LISM。它於 2000年至2002年間運行，並建立地下抗震環境。
TAMA計畫於1995年開始，資料收集時間為1999年至2004年，採用了具有能量回收功能的法布里-珀羅邁克爾遜干涉儀（FPMI）。由於擁有300公尺長的（光學）臂，被正式稱為300公尺雷射干涉重力波天線（300m Laser Interferometer Gravitational Wave Antenna）。
自2020年起，改良的TAMA300作為開發新技術的試驗平台。